# Мураховский, Григорий Моисеевич
Григорий Моисеевич Мураховский — руководитель работ по производству ракетных двигателей, генеральный директор ПО «Полёт» (2008—2013).

## Биография
Родился 25 ноября 1945 года. В 1963 г. в Томашполе (Винницкая область) с золотой медалью окончил среднюю школу и поехал в Сибирь поступать в Омский политехнический институт.
После его окончания с февраля 1969 года работал в ПО «Полёт»:
- 1969—1976 — инженер-технолог цеха окончательной сборки РН «Космос» (цех № 66), старший инженер-технолог, начальник участка направляющих, участка трубопроводов, зам. начальника цеха;
- 1976—1980 — начальник 14-го цеха (механообработка, сборка, испытания, вытяжка, изготовление компенсаторов, сильфонный участок, гальваника);
- 1980—1985 — начальник цеха № 45 (автоматика двигательного производства) и 32-го турбинного цеха;
- с 1985 руководитель производства двигателей РД-170-171;
- 1986—2008 — главный инженер — заместитель генерального директора ПО «Полёт» по производству.

Благодаря ему на ПО «Полёт» реализован проект по производству самолета Ан-3Т разработки киевского АНТК им. Антонова. В январе 2001 года после аварии Ан-70 АНТК им. Антонова под Омском лично руководил транспортировкой самолета на завод и последующим восстановлением. В сентябре 2002 г. «Полет» выиграл тендер на серийное изготовление самолетов Ан-70.
С февраля 2008 по сентябрь 2013 года — генеральный директор ПО «Полет» — заместитель генерального директора ФГУП «ГКНПЦ им. М. В. Хруничева».
Участвовал в создании и производстве большинства космических систем, включая ракеты-носители «Протон», «Рокот», «Ангара», системы «Энергия-Буран» и «ГЛОНАСС», двигатели РД-170 и РД-171 и др.
Заслуженный машиностроитель Российской Федерации (2006). Награждён орденами Трудового Красного Знамени, Дружбы, «За заслуги перед Отечеством» IV степени (2012 — за большой вклад в укрепление обороноспособности страны, национальной безопасности и многолетнюю добросовестную работу), Почётной грамотой Правительства Российской Федерации (2010).
Умер 25 июля 2019 года. Похоронен на Старо-Северном мемориальном кладбище Омска.